# Atlantic and Pacific Railroad
L’Atlantic and Pacific Railroad est une compagnie ferroviaire américaine en activité de 1867 à 1897.